# ژرژ کوتون
ژرژ کوتون (فرانسوی: Georges Couthon‎; ۲۲ دسامبر ۱۷۵۵ – ۲۸ ژوئیهٔ ۱۷۹۴) سیاست‌مدار و حقوقدان شناخته‌شده در انقلاب فرانسه بود.
وی در ۳۰ مه ۱۷۹۳ به عضویت کمیته امنیت عمومی درآمد و به‌همراه دوستانش لوئی آنتوان دو سن-ژوست و ماکسیمیلیان روبسپیر حکومت سه‌نفره غیررسمی را تشکیل دادند و دوران حکومت وحشت را در تاریخ فرانسه به وجود آورند. در سال ۱۷۹۴ وی در واقعه واکنش ترمیدوری دستگیر و اعدام شد.